# Oxe (svensk adelsätt)
Oxe var en medeltida svensk frälseätt, från vilken två bröder för ättens räkning introducerades som svensk adelsätt på Sveriges Riddarhus vid dess grundande 1625 på nummer 103. Ätten utslocknade 1790.
Vapen: Varianter: 1. en från höger gående röd oxe i silverfält 2. Röd halv oxe i guldfält framspringande från högra sköldkanten (spegelvänd version av Kurjalasläktens vapen)

## Historia
Enligt Gabriel Anreps ättartavlor var stamfadern Jöns i Bryne i Järpås. Ätten uppges inte ha något samband med den danska medeltidsätten Oxe, som i vapnet förde en gående röd oxe i silverfält.
Ätten introducerades 1625 med nr 103 på det då nyinrättade Riddarhuset genom Christoffer Andersson till Bryne och Amundtorp och hans bror Erik Andersson.